# El sentimiento garrapatero que nos traen las flores
El sentimiento garrapatero que nos traen las flores es el primer disco de la banda jerezana de flamenco - rock Los Delinqüentes. Publicado en 2001 por la discográfica Virgin, llegó a alcanzar el disco de oro en ventas.
El disco, producido por Josema García Pelayo, fue grabado en Jerez y con él la banda se dio a conocer al gran público girando por festivales tan importantes como el Festimad o el Espárrago Rock.
En el disco se aprecia la influencia de artistas como Kiko Veneno o Pata Negra, pero además se fusiona el flamenco con otros estilos tan dispares como el rock o las chirigotas gaditanas.

## Lista de canciones
1. Esos bichos que nacen de los claveles
2. A la luz del lorenzo
3. Uno más
4. Duende garrapata
5. El aire de la calle
6. Tabanquero (+ Palocortao)
7. Nube de pegatina
8. Mis condiciones pajareras
9. Tartarichi (con las manos en los bolsillos)
10. El bache (la canción del verano)
11. La calle de los morenos
12. Fumata del ladrillo
13. El día de los bomberos
14. La caja de mi mollera
15. Garrapata mulata